# گارگویل خاکستری
گارگویل خاکستری یک شخصیت تخیلی در کتاب‌های کامیک مارول کامیکس می‌باشد. این کاراکتر به وسیلهٔ استن لی و جک کربی خلق شده و در سفر به اسرار شمارهٔ ۱۰۷ام (اوت ۱۹۶۴) برای اولین بار معرفی شد.